# Florian Aaron
Florian Aaron (Ród, 1805. január 21. – Bukarest, 1887. július 12.) román történész.

## Élete
Tanulmányait Nagyszebenben, Balázsfalván és Budán végezte. 1826-tól Golești-ben, 1830-tól Craiovában, 1836-tól a bukaresti Sfântul Sava Kollégiumban tanított. 1837-ben megindította az első román nyelvű napilapot România címmel, amely egy évet élt meg. Ezzel közvetve ő lett a névadója az egyesült fejedelemségekből később megszületett államnak. 1853 és 1856 között Bécsben a Habsburg Birodalom hivatalos közlönyének román kiadását szerkesztette. 1856-tól a bukaresti egyetemen az egyetemes történelem tanára volt. Ő népszerűsítette Vitéz Mihály mint „országegyesítő” figuráját. Tanítványai közé tartozott Nicolae Bălcescu.

## Művei
- Idee repede de istoria prințipatului Țării Românești. I–III. București, 1835–1838.
- Elemente de istoria lumii pentru trebuința tinerimei începătoare din așezămintele de învățătură și creștere publice și private. București, 1864.